# Lucky Luke (serie animada de 1984)
Lucky Luke  es una serie de televisión de dibujos animados franco-americana de 26
episodios de 25 minutos de duración inspirada en los cómics creados por Morris y Goscinny y coproducida por los estudios 
Hanna-Barbera Productions, Extrafilm, Gaumont y FR3 en 1983. En Francia la serie se difundió por primera vez en 1984 en el canal France 3.

## Sinopsis
Es la adaptación de los álbumes de Lucky Luke, héroe del salvaje Oeste, enfrentado a delincuentes como a los hermanos Dalton.

## Ficha técnica
- Título original: Lucky Luke
- Realización: Morris, William Hanna, Joseph Barbera
- Escenario: Glenn Leopold, Cliff Roberts, Morris, Gilberte Goscinny, adaptado de los álbumes de Lucky Luke de Morris y René Goscinny
- Story-boards: Philippe Landrot, Bob Maxfield, Alain de Lannoy
- Dirección de la animación: Juan Ramón Pina, Carlos Alfonso López
- Música: Claude Bolling, Haïm Saban, Shuki Levy
- Productor ejecutivo: Philippe Landrot
- Productora:  Hanna Barbera
- País de origen:  Estados Unidos
- Género: Aventuras, western, comedia.

## Doblaje
- Jacques Thébault - Juán Antonio Gálvez: Lucky Luke
- Roger Carel - Nacho Martínez: Jolly Jumper
- Pierre Trabaud - Luis Carrillo: Joe Dalton
- Gérard Hernandez - Federico Guillén: Jack Dalton
- Bernard Haller y Roger Carel - Roberto Cuenca Martínez: Rantanplán
- Perrette Pradier - Celia Honrubia: Mamá Dalton
- Guy Pierauld - José Carabias: Billy el niño (Billy the Kid)
- Micheline Dax - Carolina Montijano: Juanita Calamidad (Calmity Jane)
- Gérard Hernandez - Salvador Aldeguer: Alcaide de la prisión
- Personajes episódicos: Julio Núñez, Salvador Aldeguer, José Guardiola (actor), Eduardo Montijano, Félix Acaso, Antonio Medina.

## Episodios

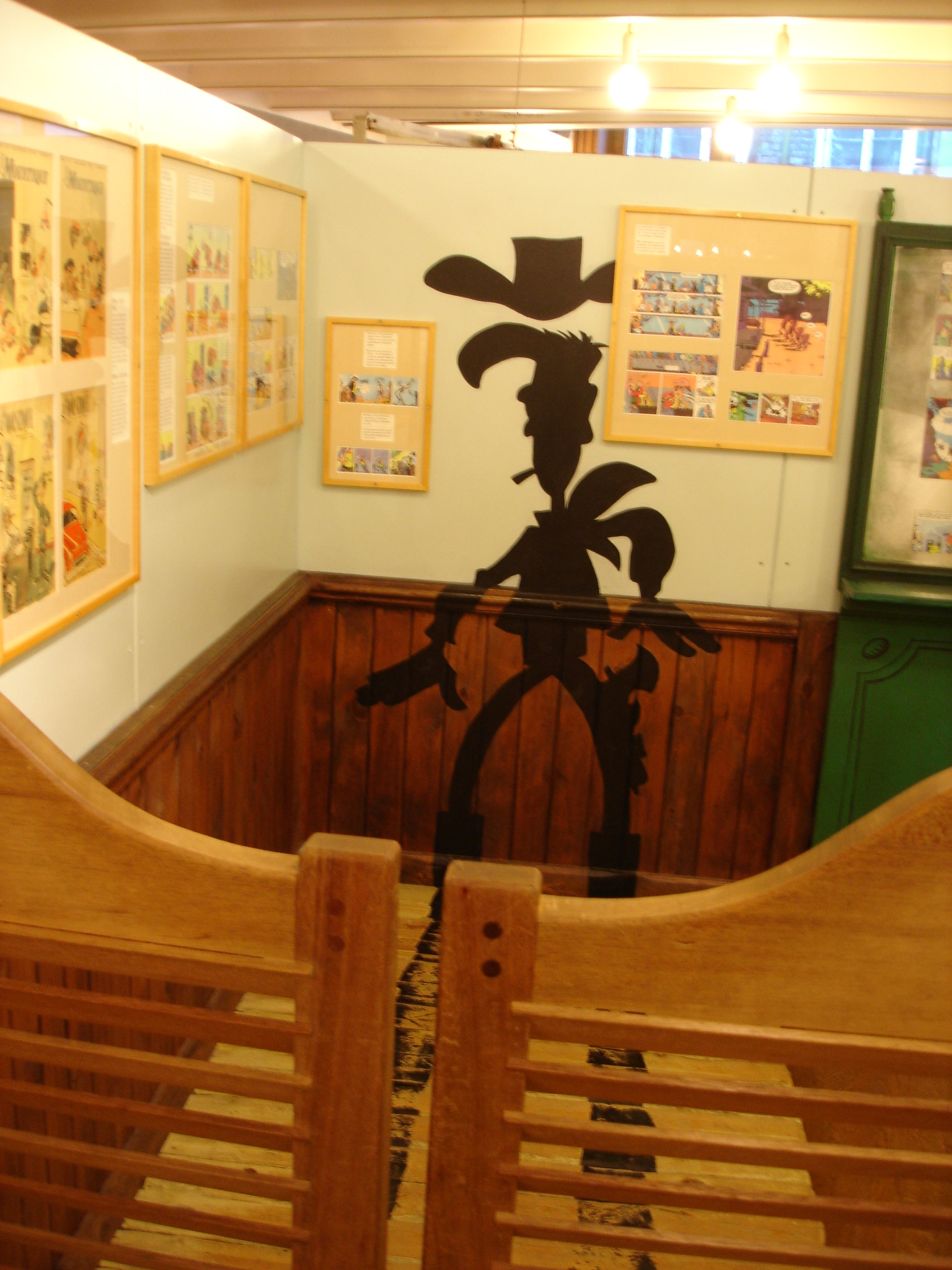
La sombra de Lucky Luke, en la presentación de cada episodio

1. "Mamá Dalton"
2. "Los Dalton en el Canadá"
3. "Indulto para los Dalton"
4. "La diligencia"
5. "El novato"
6. "Remontando el Mississippi"
7. "Juanita Calamidad"
8. "El gran duque"
9. "Billy el niño"
10. "El tesoro de los Dalton"
11. "El hilo que canta"
12. "Las colinas negras"
13. "El jinete blanco"
14. "La escolta"
15. "A la sombra de las torres"
16. "El elixir del doctor Doxio"
17. "Fuera de la ley"
18. "La caravana"
19. "Raíles en la pradera"
20. "Phil Defer"
21. "Sobre la pista de los Dalton"
22. "Los rivales de Painful Gulch"
23. "Alambradas en la pradera"
24. "Jesse James"
25. "Dalton City"
26. "La carrera hacia Oklahoma"

## Comentarios
Para su pase por televisión en América, Lucky Luke debe cumplir con
algunas reglas para no caer bajo la censura de programas para niños. Primer cambio en el dibujo animado: Ya no fuma.
Otro gran cambio, la desaparición de las minorías étnicas: como los chinos y negros. Los mexicanos hablan "red-skins".
Los mexicanos y croque-morts se borran en la mayor medida posible las historias de Lucky Luke. Este ajuste también dará
a los animales es mucho más importante que en los cómics ... Así Rantanplán aparece en casi todos los episodios por lo que casi
se convierte en el perro de Lucky Luke (Si bien es la base, que es el perro de la prisión) y Jolly Jumper y reacciona con mayor
frecuencia. Estos cambios pueden ofender a los puristas ya que distorsionan la obra original (Morris cambios que castiga a sí
mismo).
Las buenas ideas, no obstante, surgen como esta adaptación de Lucky Luke para un golpe de suerte ... En términos generales,
esta serie se centra en el humor, la parte heroica de los vaqueros, y la próxima aventura de la historieta han sido prácticamente
eliminadas. Los episodios no siempre tienen el mismo diseño, que se explica por el hecho de que había varios estudios de 
animación subcontratistas (EE. UU., España y Australia ,...)
También hay que mencionar el buen doblaje. En España el doblaje también es óptimo para todos los personajes que aparecen a 
lo largo de la serie.